# Ogrodnik z Edenu
Ogrodnik z Edenu (ang. Gardener of Eden) – amerykański komediodramat z 2007 roku w reżyserii Kevina Connolly'ego. W filmie występują Lukas Haas, Erika Christensen i Giovanni Ribisi.

## Opis fabuły
Adam Harris (Lukas Haas) rzuca studia i wraca do rodzinnego miasteczka. Uchodzi za nieudacznika. Pewnego dnia ratuje Monę (Erika Christensen) przed gwałcicielem i staje się lokalnym bohaterem. Od tej pory zaczyna aranżować nieszczęśliwe wypadki, by ratować ludzi.

## Obsada
- Lukas Haas jako Adam Harris
- Erika Christensen jako Mona Huxley
- Giovanni Ribisi jako Vic
- Jon Abrahams jako Don
- Danny A. Abeckaser jako Ami
- Greg Bello jako Luke Scott
- Tim Hopper jako Bill Huxley
- Lauren Bittner jako Laura
- David Bortolucci jako Richard "Hands" Pope
- Andrew Fiscella jako oficer Bob
- Tyler Johnson jako Chuck
- David Patrick Kelly jako Pa Harris
- Chris LaPanta jako Richard Pope's Attorney
- Vincent Laresca jako Pavon
- Jim Parsons jako Spim
- Ori Pfeffer jako Uri
- Yolonda Ross jako Jasmine

i inni